# 小行星9796
小行星9796（英語：9796）是一颗围绕太阳公转的小行星。1996年4月19日，F. Manca、P. Chiavenna在索尔马诺发现了此天体。
这颗小行星的绝对星等为241.36811等。